# AS Sociedade Unida
Associação Sportiva Sociedade Unida – brazylijski klub piłkarski z siedzibą w mieście Assu leżącym w stanie Rio Grande do Norte.

## Osiągnięcia
- Campeonato Potiguar: 2009
- Copa RN: 2009